# Arrondissement Molsheim
Das Arrondissement Molsheim ist ein Verwaltungsbezirk im Département Bas-Rhin in der französischen Region Grand Est (bis Ende 2015 Elsass) und seit 2021 in der Europäischen Gebietskörperschaft Elsass.

## Geografie
Das Arrondissement grenzt im Norden an das Arrondissement Saverne, im Osten an das Arrondissement Strasbourg, im Süden an das Arrondissement Sélestat-Erstein, im Südwesten an das Arrondissement Saint-Dié-des-Vosges im Département Vosges und im Nordwesten an das Arrondissement Sarrebourg im Département Moselle.

## Geschichte
Am 4. März 1790 wurde mit der Gründung des Départements Bas-Rhin das heutige Gebiet des Arrondissements den damaligen „Distrikten“ Strasbourg und Schlettstadt zugeordnet. Es wurde mit der Gründung der Arrondissements am 17. Februar 1800 in den neuen Arrondissements Strasbourg, Barr (ab 10. Februar 1806 Schlettstadt) und Saint-Dié im Département Vosges integriert.
Seit 18. Mai 1871 wurde das Gebiet als Kreis Molsheim im Bezirk Unterelsass im Reichsland Elsass-Lothringen erstmals eingerichtet. Der Kreis umfasste damals 740 km² und hatte 1885 69.328 Einwohner.
Das Arrondissement wurde im Zuge der Wiedereingliederung des Elsass nach Frankreich am 28. Juni 1919 (Vertrag von Versailles) gegründet.
Am 1. Januar 2015 wurde das Département um Gemeinden des Arrondissements Saverne und um die Gemeinde Duppigheim des aufgelösten Arrondissements Strasbourg-Campagne vergrößert.

## Wahlkreise
- Kanton Molsheim (mit 30 von 31 Gemeinden)
- Kanton Mutzig (mit 33 von 51 Gemeinden)
- Kanton Saverne (mit 14 von 49 Gemeinden)

## Gemeinden
| 1. Altorf (67008)                      | 2. Avolsheim (67016)              | 3. Balbronn (67018)            | 4. Barembach (67020)            |
| 5. Bellefosse (67026)                  | 6. Belmont (67027)                | 7. Bergbieten (67030)          | 8. Bischoffsheim (67045)        |
| 9. Blancherupt (67050)                 | 10. Bœrsch (67052)                | 11. Bourg-Bruche (67059)       | 12. Colroy-la-Roche (67076)     |
| 13. Cosswiller (67077)                 | 14. Crastatt (67078)              | 15. Dachstein (67080)          | 16. Dahlenheim (67081)          |
| 17. Dangolsheim (67085)                | 18. Dinsheim-sur-Bruche (67098)   | 19. Dorlisheim (67101)         | 20. Duppigheim (67108)          |
| 21. Duttlenheim (67112)                | 22. Ergersheim (67127)            | 23. Ernolsheim-Bruche (67128)  | 24. Flexbourg (67139)           |
| 25. Fouday (67144)                     | 26. Grandfontaine (67165)         | 27. Grendelbruch (67167)       | 28. Gresswiller (67168)         |
| 29. Griesheim-près-Molsheim (67172)    | 30. Heiligenberg (67188)          | 31. Hohengœft (67208)          | 32. Jetterswiller (67229)       |
| 33. Kirchheim (67240)                  | 34. Knœrsheim (67245)             | 35. La Broque (67066)          | 36. Lutzelhouse (67276)         |
| 37. Marlenheim (67282)                 | 38. Mollkirch (67299)             | 39. Molsheim (67300)           | 40. Muhlbach-sur-Bruche (67306) |
| 41. Mutzig (67313)                     | 42. Natzwiller (67314)            | 43. Neuviller-la-Roche (67321) | 44. Niederhaslach (67325)       |
| 45. Nordheim (67335)                   | 46. Oberhaslach (67342)           | 47. Odratzheim (67354)         | 48. Ottrott (67368)             |
| 49. Plaine (67377)                     | 50. Rangen (67383)                | 51. Ranrupt (67384)            | 52. Romanswiller (67408)        |
| 53. Rosenwiller (67410)                | 54. Rosheim (67411)               | 55. Rothau (67414)             | 56. Russ (67420)                |
| 57. Saales (67421)                     | 58. Saint-Blaise-la-Roche (67424) | 59. Saint-Nabor (67428)        | 60. Saulxures (67436)           |
| 61. Scharrachbergheim-Irmstett (67442) | 62. Schirmeck (67448)             | 63. Solbach (67470)            | 64. Soultz-les-Bains (67473)    |
| 65. Still (67480)                      | 66. Traenheim (67492)             | 67. Urmatt (67500)             | 68. Waldersbach (67513)         |
| 69. Wangen (67517)                     | 70. Wangenbourg-Engenthal (67122) | 71. Wasselonne (67520)         | 72. Westhoffen (67525)          |
| 73. Wildersbach (67531)                | 74. Wisches (67543)               | 75. Wolxheim (67554)           | 76. Zehnacker (67555)           |
| 77. Zeinheim (67556)                   |                                   |                                |                                 |